# إريك هال
إريك هال (بالإنجليزية: Eric Hull)‏ هو لاعب كرة قاعدة أمريكي، ولد في 3 ديسمبر 1979 في ياكيما في الولايات المتحدة.

## وصلات خارجية
- إريك هال على موقع دوري كرة القاعدة الرئيسي (الإنجليزية)
- إريك هال على موقعبيزبول رفرنس.كوم (الدوري الرئيسي) (الإنجليزية)
- إريك هال على موقعبيزبول رفرنس.كوم (الدوري الثانوي) (الإنجليزية)
- إريك هال على موقع إي إس بي إن.كوم (أم.أل.بي) (الإنجليزية)
- إريك هال على موقع مشجعي الرسوم البيانية (الإنجليزية)